# Poznańska szkoła metodologiczna
Poznańska szkoła metodologiczna (także: szkoła poznańska lub szkoła Kmity) – powojenny nurt filozofii polskiej, który odrzucał tzw. „humanistyczną interpretację marksizmu”, starając się inkorporować do filozofii marksistowskiej elementy pozytywizmu i osiągnięcia szkoły lwowsko-warszawskiej.

## Historia
Na przełomie lat 60. i 70. powstało w na Uniwersytecie Adama Mickiewicza w Poznaniu środowisko badaczy, które zaczęto określać jako poznańska szkoła metodologiczna. Jej pierwszym filarem była filozofia marksistowska, jednak nie w wersji marksizmu oficjalnego, ale odwołującej się do pism samego Marksa. Drugim była filozofia nauki łącząca wpływy Karla Poppera i Kazimierza Ajdukiewicza. Podstawy tej syntezy opracował Jerzy Giedymin, uczeń obu filozofów. Trzecim zaś niemiecka antynaturalistyczna metodologia nauk humanistycznych (Wilhelm Dilthey, Eduard Spranger i Max Weber). Te różne nurty, uznawane dotychczas za sobie przeciwstawne, stały się źródłem oryginalności szkoły, ale z czasem doprowadziły do jej podziału.
Szkoła poznańska koncentrowała się na zagadnieniach epistemologicznych i metodologicznych. W obręb jej zainteresowań wchodziła jednak, przede wszystkim, epistemologia historyczna, metodologia nauk humanistycznych i filozoficzne podstawy humanistyki (rozpatrywane z punktu widzenia marksizmu za pomocą metod analitycznych). Obok filozofów „szkoła poznańska” objęła także historyków i metodologów historii.
W latach siedemdziesiątych część badaczy skupiona wokół Leszka Nowaka zajęła się rozwojem idealizacyjnej teorii nauki. Badacze skupieni wokół Jerzego Kmity zajęli się podstawami metodologicznymi humanistyki, rozwijając koncepcję interpretacji humanistycznej, a później także społeczno-regulacyjnej koncepcji kultury. Badacze związani z Janem Suchem badali marksistowsko-dialektyczne cechy przyrodoznawczego obrazu świata. Natomiast zespół Seweryna Dziamskiego prowadził badania nad kształtowaniem się myśli marksistowskiej.
Oprócz wymienionych, ze szkołą wiązani są również Krystyna Zamiara, Izabella Nowakowa, Tadeusz Zgółka, Andrzej Malewski, Jerzy Topolski, Teresa Kostyrko, Anna Pałubicka, Anna Zeidler-Janiszewska oraz Barbara Kotowa . Prace członków szkoły wychodziły przede wszystkim w czasopismach „Studia Metodologiczne” (zał. 1966) i „Poznańskie Studia z Filozofii Nauki” (od 1976).